# ۷۰۴گیمز
۷۰۴گیمز (انگلیسی: 704Games) شرکت بازی ویدئویی آمریکایی است، که در سال ۲۰۱۵ تأسیس شد.
۷۰۴گیمز یک توسعه‌دهنده و ناشر بازی‌های ویدیویی آمریکایی مستقر در شارلوت، کارولینای شمالی است. این شرکت در ژانویه ۲۰۱۵ مجوز توسعه‌دهنده انحصاری بازی‌های ویدیویی نسکار را دریافت کرد و از آن زمان شش بازی کنسولی و یک بازی موبایل منتشر کرده است.
این شرکت رابطه طولانی‌مدتی با انجمن ملی مسابقات اتومبیل‌رانی خودروهای استوک (نسکار) دارد و حق انحصاری توسعه و انتشار بازی‌های ویدیویی با برند نسکار را دارد.